# 殘齒鯉
殘齒鯉（学名：Stypodon signifer）为輻鰭魚綱鯉形目雅羅魚科的其中一種，該物種是殘齒鯉屬的唯一種，分布於中美洲墨西哥戈拉維拉州的Parras河流域，已滅絕。

## 扩展阅读
維基物種上的相關：殘齒鯉